# Brian Kerwin
Brian Kerwin (Chicago, 25 ottobre 1949) è un attore statunitense.

## Biografia
Kerwin nacque a Chicago nel 1949. È sposato con Jeanne Marie Troy dal 2 settembre 1990. Hanno tre figli, Finn, Matilda, e Brennan. La famiglia vive a New York City.

## Premi
Fu candidato per il Daytime Emmy come migliore attore secondario nel 2008 e nel 2010 per il suo lavoro in Una vita da vivere.

## Filmografia

### Cinema
- L'amore di Murphy (Murphy's Romance), regia di Martin Ritt (1985)
- King Kong 2 (King Kong Lives), regia di John Guillermin (1986)
- Amici, complici, amanti (Torch Song Trilogy), regia di Paul Bogart (1988)
- Un marito di troppo (Hard Promises), regia di Martin Davidson (1991)
- Due sconosciuti, un destino (Love Field), regia di Jonathan Kaplan (1992)
- Spie, pasticci & bugie (Spies Inc.), regia di Antony Thomas (1992)
- Un'amicizia pericolosa (Gold Diggers: The Secret of Bear Mountain), regia di Kevin James Dobson (1995)
- Matrimonio per colpa (Getting Away with Murder), regia di Harvey Miller (1996)
- Jack, regia di Francis Ford Coppola (1996)
- I segreti del cuore (The Myth of Fingerprints), regia di Bart Freundlich (1997)
- Debating Robert Lee, regia di Dan Polier (2004)
- 27 volte in bianco (27 Dresses), regia di Anne Fletcher (2008)
- The Help, regia di Tate Taylor (2011)

### Televisione
- La fuga di Logan (Logan's Run) – serie TV, episodio 1x04 (1977)
- Una storia del West (The Chisholms) – serie TV, 4 episodi (1979)
- Truck Driver (B.J. and the Bear) – serie TV, episodi 1x10-2x06-2x10 (1979)
- Lobo – serie TV, 38 episodi (1979-1981)
- CHiPs – serie TV, episodio 4x06 (1980)
- Love Boat (The Love Boat) – serie TV, episodi 4x02-4x03-5x04 (1980-1981)
- Il grigio e il blu (The Blue and the Gray) – miniserie TV (1982)
- Sette spose per sette fratelli (Seven Brides for Seven Brothers) – serie TV, episodio 1x20 (1983)
- Simon & Simon – serie TV, episodio 4x04 (1984)
- Autostop per il cielo (Highway to Heaven) – serie TV, episodio 1x12 (1984)
- La signora in giallo (Murder, She Wrote) – serie TV, episodio 1x09 (1984)
- A cuore aperto (St. Elsewhere) – serie TV, episodi 4x17-4x18 (1986)
- I viaggiatori delle tenebre (The Hitchhiker) – serie TV, episodio 5x05 (1989)
- Challenger - Lo shuttle della morte (Challenger), regia di Glenn Jordan – film TV (1990)
- I racconti della cripta (Tales from the Crypt) – serie TV, episodio 2x11 (1990)
- Pappa e ciccia (Roseanne) – serie TV, 4 episodi (1990)
- Il destino nella culla (Switched at Birth), regia di Waris Hussein – film TV (1990)
- Incidente a Baltimora (Against Her Will: An Incident in Baltimore), regia di Delbert Mann – film TV (1992)
- Presenze aliene (It Came from Outer Space II), regia di Roger Duchowny – film TV (1996)
- Un angelo di cristallo (Sins of Silence), regia di Sam Pillsbury – film TV (1996)
- Frasier – serie TV, episodi 9x01-9x02 (2001)
- Law & Order - Unità vittime speciali (Law & Order: Special Victims Unit) – serie TV, episodi 3x01-4x19 (2001-2003)
- Law & Order - I due volti della giustizia (Law & Order) – serie TV, episodio 12x14 (2002)
- Squadra Med - Il coraggio delle donne (Strong Medicine) – serie TV, episodi 3x14-3x19 (2002-2003)
- Una vita da vivere (One Life to Live) – serial TV, 308 puntate (2002-2011)
- West Wing - Tutti gli uomini del Presidente (The West Wing) – serie TV, episodi 5x14-5x16-5x19 (2004)
- Scherzi d'amore (Revenge of the Middle-Aged Woman), regia di Sheldon Larry – film TV (2004)
- Boston Legal – serie TV, episodio 1x06 (2004)
- Medium – serie TV, episodio 2x08 (2005)
- Grey's Anatomy – serie TV, episodio 2x09 (2005)
- Nip/Tuck – serie TV, 4 episodi (2005)
- Close to Home - Giustizia ad ogni costo (Close to Home) – serie TV, episodio 1x11 (2006)
- Senza traccia (Without a Trace) – serie TV, episodio 5x01 (2006)
- Desperate Housewives – serie TV, episodi 3x06-3x07 (2006)
- Detective Monk (Monk) – serie TV, episodio 5x09 (2006)
- Big Love – serie TV, 4 episodi (2007)
- A Gifted Man – serie TV, episodio 1x02 (2011)
- The Client List - Clienti speciali (The Client List) – serie TV, episodi 1x03-1x04-1x05 (2012)
- Elementary – serie TV, episodio 1x06 (2012)
- Blue Bloods – serie TV, episodio 3x18 (2013)
- The Knick – serie TV, 4 episodi (2014-2015)
- Hindsight – serie TV, 5 episodi (2015)
- Madam Secretary – serie TV, episodio 5x19 (2019)

## Doppiatori italiani
Nelle versioni in italiano dei suoi lavori, Brian Kerwin è stato doppiato da:
- Roberto Chevalier in King Kong 2, Matrimonio per colpa
- Manlio De Angelis ne L'amore di Murphy
- Massimo Lodolo in Spie, pasticci & bugie
- Luca Biagini in Nip/Tuck
- Fabrizio Temperini in Desperate Housewives
- Enzo Avolio in Detective Monk
- Luca Ward in Amici, complici, amanti
- Marco Mete in Due sconosciuti, un destino
- Antonio Sanna in Un'amicizia pericolosa
- Saverio Indrio in Jack
- Carlo Reali in The Knick (ep. 1x05)
- Sergio Lucchetti in The Knick (st. 2)
- Rodolfo Bianchi in 27 volte in bianco